# Wat elke vrouw waard is
Wat elke vrouw waard is is een hoorspel naar het toneelstuk The Twelve Pound Look van J.M. Barrie, dat voor het eerst werd opgevoerd in 1910. De VARA zond het als hoorspel uit op zondag 3 juli 1955, in een serie Toneelstukken uit de internationale literatuur. De vertaling was van Ary van Nierop en het werd geregisseerd door Salomon de Vries jr.. Het duurde 31 minuten.

## Rolbezetting
- Wam Heskes (Sir Harry)
- Mary Smithuyzen (Lady Sims)
- Enny Mols-de Leeuwe (zijn ex-vrouw Kate)
- Charles Mögle (de butler)
- Ben Groenier (de verteller )

## Inhoud
Harry Sims is  een ijdele, zelfzuchtige, succesvolle advocaat. Zijn succes en arrogantie overschaduwt zijn zachtzinnige vrouw Emmy. Op de vooravond van zijn ridderschap repeteren beiden vijf handelingen die deel zullen uitmaken van het waardige moment waarop Harry Sir Harry zal worden. Hun charade wordt onderbroken door de komst van een ingehuurde typiste die Harry’s felicitatiebrieven zal beantwoorden. Emmy Sims ontmoet Kate als eerste en ze is verbaasd over de vaardigheid van de typiste en de tevreden blik in haar ogen. Dan ontmoet Harry haar. Ze blijkt zijn ex-vrouw te zijn, die hem jaren geleden heeft verlaten voor een mysterieuze man. Haar komst heeft zijn dag ‘vergald’ - zegt hij - maar het gesprek dat ze voeren, zal hem op den duur nog meer van streek maken. Harry maakt van de gelegenheid gebruik om uit te zoeken wie de mysterieuze man was. De waarheid - die vaak kwetst, maar er hier in slaagt Harry’s ego een tijdlang flink te doorprikken - wordt geopenbaard door Kate. Ze vertelt hem dat hij de prijs kent van alles, maar de waarde van niets. Harry is, voor zichzelf, een half miljoen waard, maar voor Kate is ze twaalf pond waard - het bedrag dat ze heeft besteed aan een schrijfmachine. De daaruit voortvloeiende "twaalf pond-blik" in haar ogen gaf haar het vertrouwen te geloven dat ze nu alles kon zijn. Zelfs tevreden...